# Khanom bueang
Le khanom buang (thaï : ขนมเบื้อง, connu sous le nom de crêpes thaïlandaises en anglais, Le kanom bueang est un ancien snack thaïlandais. C'est une forme populaire de nourriture de rue en Thaïlande. Ces crêpes ressemblent un peu à des tacos. Les khanom bueang sont généralement d'abord garnis ou remplis de meringue, puis de garnitures sucrées ou salées telles que de la noix de coco râpée, du foi thong (bandes d'œufs frits ou de jaunes d'œufs) ou des échalotes hachées.

## Histoire
Le khanom buang est un snack thaïlandais de la période Ayutthaya. Parce que dans le témoignage de Khun Luang ha wat dit que, à cette époque il n'y avait pas de différence entre le khanom bueang thaï et le khanom bueang vietnamien parce que le khanom bueang vietnamien n'est pas encore venu en Thaïlande[pas clair]. Mais une des histoires apparaît dans le livre Dhammaboodpadad et elle dit que le khanom bueang est venu de l'Inde et du brahmanisme dans la période Sukhothai et ainsi a été apporté en Thaïlande. De plus, de nombreuses personnes ont supposé que le gâteau de khanom bueang pouvait être apparenté aux crêpes en France.
Les quartiers célèbres de khanom bueang à Bangkok sont Banglamphu ou Talat Phlu, etc.

## Plats similaires
L'équivalent birman, connu sous le nom de khauk mont, est comparativement plus grand, et est fait avec de la farine de riz, du jaggery et de la noix de coco.